# Застава Магнум 357
Револвер М83, дејствује једноструком или двоструком акцијом, односно запињањем ударача руком, а затим повлачењем обарача или једноставним повлачењем обарача до краја, када се ударач сам креће уназад и у одређеном тренутку, сам крене напред и активира капислу метка. Револвер нема кочницу. Свако повлачење обарача, ако је добош напуњен, довешће до опаљења. Нишани су фиксни. Предњи је постављен на шини, вентилирајућој, изнад цеви, а задњи је урезан у раму.
Калибар је 357 магнум (9 мм).